# 早乙女太一
早乙女太一（日语：／ Saotome Taichi，1991年9月24日—），日本演員，現在是日本大眾演劇劇團朱雀的繼承人，父親是劇團團長葵陽之助。本名西村太一（にしむらたいち），血型B型，身高173公分。
媒體首先稱他為流し目王子（媚眼王子）。

## 生平
福岡縣太宰府市出身。母親也是劇團中的團員，從小被教育成一位演員。
小學時代用本名出演Beat Takeshi的導演作品而備受矚目。電影處女作是2003年的電影《座頭市》。演出藝妓姐妹的妹妹(弟弟)おせい的幼年時代。之後，2005年時在電影《TAKESHIS'》使用了現在的藝名，演出這一部電影。
2006年正式的粉絲俱樂部成立。除了以女形角色演員在舞台上獲得高知名度外，也同樣引起各路的媒體的注意。